# Adam Blythe
Adam Blythe (Sheffield, Reino Unido, 1 de outubro de 1989) é um ciclista britânico que foi profissional entre 2010 e 2019.

## Trajetória
Estreiou como profissional em 2010 nas fileiras do Omega Pharma-Lotto onde competiu duas temporadas, depois entrou na equipa BMC Racing Team em onde permaneceu durante duas temporadas, em 2014 correu para a modesta equipa NFTO e a partir da temporada de 2015 foi contratado pela equipa australiana ProTeam, Orica GreenEDGE. Nesta mesma temporada, o Tinkoff-Saxo anuncia a incorporação de Blythe à equipa para 2016. Depois do desaparecimento do Tinkoff entrou nas fileiras da nova equipa irlandesa Aqua Blue Sport. Em 2019 voltou às fileiras do conjunto Lotto Soudal.
Em 31 de outubro de 2019, através das suas redes sociais, anunciou a sua retirada do ciclismo aos 30 anos de idade.

## Palmarés
- 2008
  - 1 etapa do Tour de Hong Kong Shanghai

- 2009
  - 1 etapa do Tour de Thuringe

- 2010
  - Circuito Franco-Belga, mais 2 etapas
  - Prêmio Nacional de Clausura

- 2012
  - 1 etapa da Paris-Corrèze
  - Binche-Tournai-Binche

- 2014
  - RideLondon-Surrey Classic

- 2016
  - Campeonato do Reino Unido em Estrada

- 2018
  - Elfstedenronde
  - 2.º no Campeonato do Reino Unido em Estrada

## Resultados em Grandes Voltas e Campeonatos do Mundo
| Corrida            | Corrida            | 2010 | 2011 | 2012 | 2013  | 2014 | 2015 | 2016 | 2017  | 2018 | 2019 |
| ------------------ | ------------------ | ---- | ---- | ---- | ----- | ---- | ---- | ---- | ----- | ---- | ---- |
|                    | Giro d'Italia      | Ab.  | Ab.  | —    | 167.º | —    | —    | —    | —     | —    | —    |
|                    | Tour de France     | —    | —    | —    | —     | —    | —    | —    | —     | —    | —    |
|                    | Volta a Espanha    | —    | —    | —    | —     | —    | —    | —    | 155.º | —    | —    |
| Mundial em Estrada | Mundial em Estrada | —    | —    | —    | —     | —    | —    | 12.º | Ab.   | —    | —    |

—: não participa

Ab.: abandono